# Arundinella
Arundinella är ett släkte av gräs. Arundinella ingår i familjen gräs.

## Bildgalleri

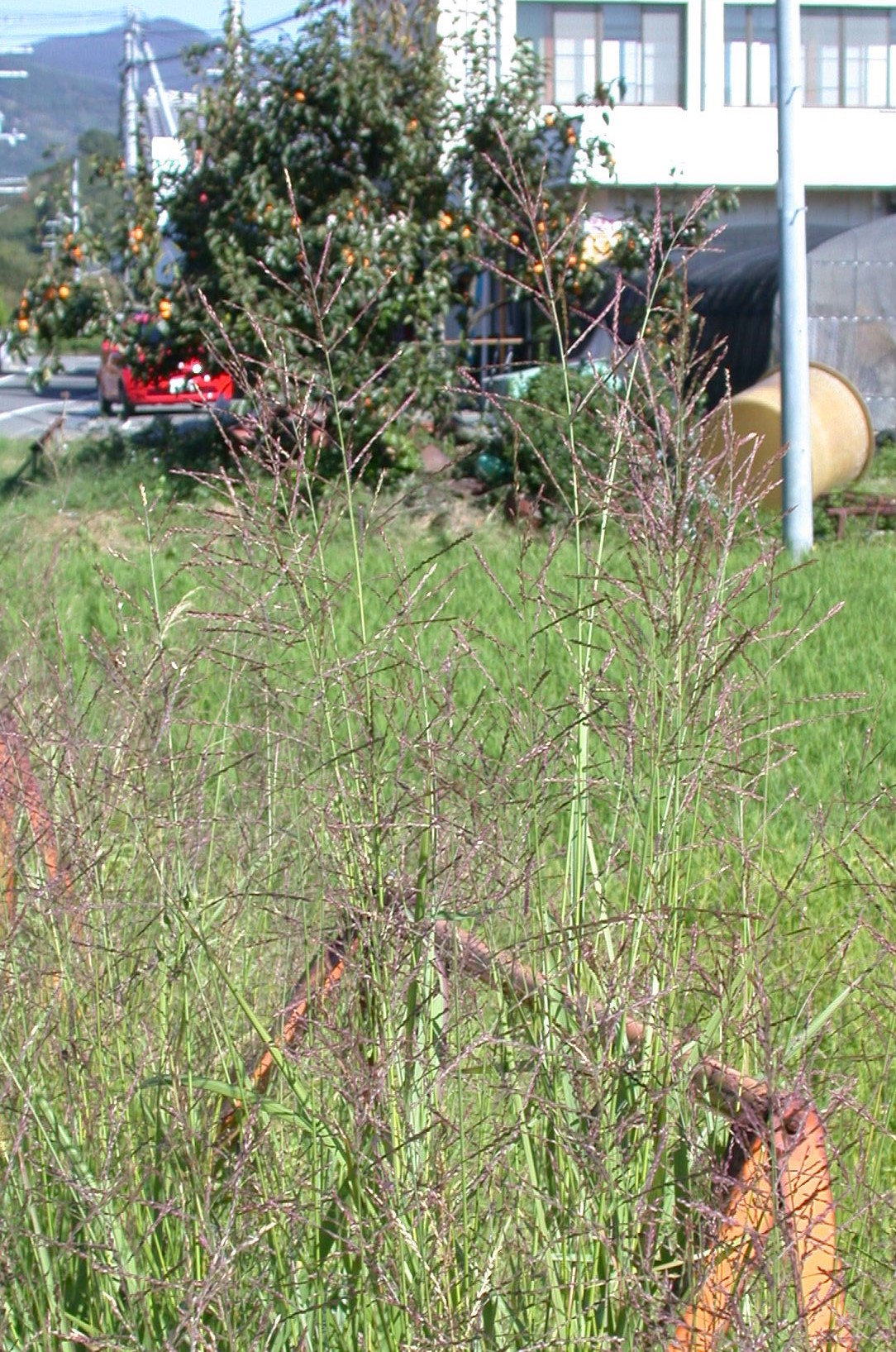

## Dottertaxa tillArundinella, i alfabetisk ordning[1]
- Arundinella barbinodis
- Arundinella bengalensis
- Arundinella berteroniana
- Arundinella birmanica
- Arundinella blephariphylla
- Arundinella cannanorica
- Arundinella ciliata
- Arundinella cochinchinensis
- Arundinella dagana
- Arundinella decempedalis
- Arundinella deppeana
- Arundinella flavida
- Arundinella fluviatilis
- Arundinella furva
- Arundinella goeringii
- Arundinella grandiflora
- Arundinella grevillensis
- Arundinella hirta
- Arundinella hispida
- Arundinella holcoides
- Arundinella hookeri
- Arundinella intricata
- Arundinella khasiana
- Arundinella laxiflora
- Arundinella leptochloa
- Arundinella longispicata
- Arundinella macauensis
- Arundinella mesophylla
- Arundinella metzii
- Arundinella montana
- Arundinella nepalensis
- Arundinella nervosa
- Arundinella nodosa
- Arundinella parviflora
- Arundinella pilaxilis
- Arundinella pubescens
- Arundinella pumila
- Arundinella purpurea
- Arundinella rupestris
- Arundinella setosa
- Arundinella spicata
- Arundinella suniana
- Arundinella thwaitesii
- Arundinella tricholepis
- Arundinella tuberculata
- Arundinella vaginata
- Arundinella villosa
- Arundinella yunnanensis